# Leonida Barboni
Leonida Barboni (Fiuminata, 23 novembre 1909 – Roma, 6 novembre 1970) è stato un direttore della fotografia italiano.

## Biografia
Dopo aver cominciato come operatore per l'Istituto Luce nei teatri di posa, negli anni 50 collabora tra gli altri con Pietro Germi diventando una delle figure principali del cinema neorealista e partecipando quindi a film come La città si difende (1951), Il brigante di Tacca del Lupo (1952), Gelosia (1953), Il ferroviere (1956), L'uomo di paglia (1958), Un maledetto imbroglio (1959) e Divorzio all'italiana (1961).
Da sottolineare le collaborazioni con Renato Castellani in I sogni nel cassetto del 1957, con Mario Monicelli in Padri e figli e La grande guerra (rispettivamente nel 1957 e nel 1959) e con Dino Risi in Una vita difficile nel 1961.

## Filmografia
- La fanciulla dell'altra riva, regia di Piero Ballerini (1942)
- Il treno crociato, regia di Carlo Campogalliani (1943)
- L'ippocampo, regia di Gian Paolo Rosmino (1943)
- Principessina, regia di Tullio Gramantieri (1943)
- Silenzio, si gira!, regia di Carlo Campogalliani (1943)
- L'apocalisse, regia di Giuseppe Maria Scotese (1946)
- Al diavolo la celebrità, regia di Steno e Monicelli (1949)
- In nome della legge, regia di Pietro Germi (1949)
- Domenica d'agosto, regia di Luciano Emmer (1950)
- Il cammino della speranza, regia di Pietro Germi (1950)
- Il diavolo in convento, regia di Nunzio Malasomma (1950)
- Margheita da Cortona, regia di Mario Bonnard (1950)
- Filumena Marturano, regia di Eduardo De Filippo (1951)
- Il microfono è vostro, regia di Giuseppe Bennati (1951)
- Camicie rosse, regia di Goffredo Alessandrini (1952)
- Il brigante di Tacca del Lupo, regia di Pietro Germi (1952)
- La presidentessa, regia di Pietro Germi (1952)
- Ragazze da marito, regia di Eduardo De Filippo (1952)
- Gelosia, regia di Pietro Germi (1953)
- L'incantevole nemica, regia di Claudio Gora (1953)
- Napoletani a Milano, regia di Eduardo De Filippo (1953)
- Angela, regia di Edoardo Anton (1954)
- La grande speranza, regia di Duilio Coletti (1954)
- Scuola elementare, regia di Alberto Lattuada (1954)
- Adriana Lecouvreur, regia di Guido Salvini (1955)
- Il ferroviere, regia di Pietro Germi (1955)
- I sogni nel cassetto, regia di Renato Castellani (1956)
- Padri e figli, regia di Mario Monicelli (1957)
- Ladro lui, ladra lei, regia di Luigi Zampa (1958)
- Un maledetto imbroglio, regia di Pietro Germi (1958)
- Nella città l'inferno, regia di Renato Castellani (1958)
- L'uomo di paglia, regia di Pietro Germi (1958)
- La grande guerra, regia di Mario Monicelli (1959)
- Il gobbo, regia di Carlo Lizzani (1960)
- Risate di gioia, regia di Mario Monicelli (1960)
- Via Margutta, regia di Mario Camerini (1960)
- Il vigile, regia di Luigi Zampa (1960)
- Divorzio all'italiana, regia di Pietro Germi (1961)
- Il re di Poggioreale, regia di Duilio Coletti (1961)
- Le italiane e l'amore, regia di Gian Vittorio Baldi (1961)
- La viaccia, regia di Mauro Bolognini (1961)
- Una vita difficile, regia di Dino Risi (1961)
- La città prigioniera, regia di Joseph Anthony (1962)
- Il disordine, regia di Franco Brusati (1962)
- Il processo di Verona, regia di Carlo Lizzani (1962)
- La corruzione, regia di Mauro Bolognini (1963)
- Liolà, regia di Alessandro Blasetti (1963)
- Amori pericolosi, regia di Giulio Questi (1964)
- Controsesso, regia di Franco Rossi (1964)
- Le bambole, regia di Mauro Bolognini (1965)
- La donna del lago, regia di Renzo Rossellini e Luigi Bazzoni (1965)
- Caccia alla volpe, regia di Vittorio De Sica (1966)
- Le fate, regia di Mauro Bolognini (1966)
- El Greco, regia di Luciano Salce (1966)
- La strega in amore, regia di Damiano Damiani (1966)
- Le piacevoli notti, regia di Armando Crispino e Luciano Lucignani (1966)
- L'avventuriero, regia di Terence Young (1967)
- Il sesso degli angeli, regia di Ugo Liberatore (1968)
- La Traviata, regia di Mario Lanfranchi (1968)
- Bora Bora, regia di Ugo Liberatore (1968)
- Tre donne, regia di Alfredo Giannetti (1971)
- Correva l'anno di grazia 1870, regia di Alfredo Giannetti (1972)